# Вукиця Митич
Вукиця Митич (7 грудня 1953 — 27 червня 2019) — югославська баскетболістка.
Бронзова призерка Олімпійських ігор 1980 року.
Срібна призерка Чемпіонату Європи 1978 року, бронзова призерка 1980 року.